# Buttermere (Kumbria)
Buttermere – wieś w Anglii, w Kumbrii, w dystrykcie (unitary authority) Cumberland. Leży 45 km na południowy zachód od miasta Carlisle i 398 km na północny zachód od Londynu. W 2001 miejscowość liczyła 127 mieszkańców.